# Es geschah in Berlin
Es geschah in Berlin war eine Kriminalhörspielserie des RIAS von Werner Brink.

## Geschichte
Die Krimireihe wurde ab Februar 1951 von RIAS Berlin ausgestrahlt. Bis 1972 produzierte der RIAS insgesamt 499 Folgen, in denen wahre Kriminalfälle nach Protokollen der West-Berliner Polizei für den Rundfunk aufbereitet wurden.
Die Serie zeichnete sich durch eine für die damalige Zeit ungewöhnlich realistische Darstellung der Polizeiarbeit wie auch der Tätergeschichten aus. Eine Besonderheit war diesbezüglich die Folge Die Nacht im Warenhaus, die sogar Täternamen nannte, anstatt sie wie ansonsten üblich zu ändern. Teilweise waren die zum Hörspiel aufbereiteten Fälle so aktuell, dass die Hörer durch den Sprecher aufgefordert wurden, der Polizei nach Möglichkeit bei der Aufklärung von noch unklaren Sachverhalten zu helfen.
Die Dauer der Sendungen variierte zwischen einer knappen halben Stunde und knapp einer Stunde Länge.
Die markante Stimme von Kurt Waitzmann, der den Kommissar Zett sprach, trug viel zum Erfolg der Serie bei. Häufige Regisseure bei Es geschah in Berlin waren Werner Völkel und Werner Oehlschläger. Sprecher waren unter anderem Frank Glaubrecht, Edgar Ott, Georgia Lind, Hermann Wagner, Inge Wolffberg, Günter Vogdt, Wolfgang Neusch, Rudi Stark, Gerd Duwner, Lisl Tirsch-Kastner, Friedhelm von Petersson und Wolfgang Draeger sowie der als Filmregisseur später erfolgreiche Ottokar Runze in der Rolle des Kriminalsekretärs.

## Zweitverwertung
Sieben Folgen der Hörfunkreihe wurden unter dem Label Topas Krimi auf insgesamt vier Schallplatten veröffentlicht (auf der ersten Platte war eine Sendefolgen zu hören, auf den anderen drei Platten je zwei Folgen). 1970 erschien im Hestia-Verlag eine Buchausgabe.
Seit September 2013 brachte Deutschlandradio Kultur jeden ersten Sonntag (seit Juli 2014 jeden ersten Samstag) im Monat Wiederholungen im Rahmen der Reihe Aus den Archiven. Moderiert wurden die Hörspiele von Olaf Kosert mit Unterstützung des Krimiautors und Soziologieprofessors Horst Bosetzky. Diese Sendereihe wurde mangels Zuhörer (5 Uhr morgens) 2015 eingestellt.
In den Jahren 2017 bis 2019 wurden in der Sendereihe Mitternachtskrimi einige Folgen von Es geschah in Berlin im Deutschlandfunk wiederholt, so z. B. am 26. Oktober 2019 die älteste erhaltene Folge (Folge 27 vom Februar 1952). Die Bänder der Folgen 1–26 sowie 28–302 sind beim Sender verloren gegangen, aber die Karteikarten mit allen Titeln und Sendeterminen sind dort noch vorhanden.

## Wirkung
Gunther Witte, der 1969 als Dramaturg beim WDR die TV-Krimireihe Tatort erfand, gibt an, dass er sich bei der Konzeption inhaltlich von Es geschah in Berlin inspirieren ließ.
Auch die DDR-Hörfunkreihe Ich sage aus wurde nach Meinung von Rundfunkhistorikern eindeutig von Es geschah in Berlin inspiriert.